# Sob Pressão: Plantão Covid
Sob Pressão: Plantão Covid é um especial de televisão derivado da série brasileira Sob Pressão (2017–22), exibido em 2 episódios de 6 a 13 de outubro de 2020 pela TV Globo, que co-produz o especial em parceria com a Conspiração Filmes. O especial retrata o cotidiano de um hospital de campanha durante a Pandemia de COVID-19 no Brasil.
Criada por Luiz Noronha, Claudio Torres, Renato Fagundes e Jorge Furtado, é escrita por Lucas Paraizo com a colaboração de Marcio Alemão, Flavio Araujo e Pedro Riguetti, consultoria médica de Marcio Maranhão e direção artística de Andrucha Waddington.
Conta com Júlio Andrade e Marjorie Estiano nos papéis principais e com as participações estrelares de Bruno Garcia, Pablo Sanábio, David Junior, Roberta Rodrigues, Josie Antello e Drica Moraes.

## Sinopse
Após um período em missão humanitária no interior do Brasil, Carolina (Marjorie Estiano) e Evandro (Júlio Andrade) são convocados a voltar ao Rio de Janeiro. A dupla de médicos é chamada às pressas pelo doutor Décio (Bruno Garcia) para trabalhar em um hospital de campanha montado para atender aos pacientes infectados pela COVID-19. Em dois episódios, serão contadas histórias de pacientes enfrentando o vírus desconhecido e os dramas pessoais e profissionais de Carolina, Evandro – que se infectará com o vírus –, e do corpo médico formado por Décio, Charles (Pablo Sanábio), Vera (Drica Moraes), Keiko (Julia Shimura) e Rosa (Josie Antello), além dos recém-chegados à equipe, o neurocirurgião Mauro (David Junior) e a enfermeira Marisa (Roberta Rodrigues).

## Elenco

### Principal
- Júlio Andrade como Dr. Evandro Moreira, cirurgião torácico
- Marjorie Estiano como Drª. Carolina Alencar, cirurgiã vascular
- Bruno Garcia como Dr. Décio Guedes, clínico geral
- Pablo Sanábio como Dr. Charles Garcia, cirurgião geral
- Drica Moraes como Drª. Vera Lúcia Veiga, médica infectologista
- David Junior como Dr. Mauro, neurocirurgião
- Roberta Rodrigues, Marisa, enfermeira
- Julia Shimura como Keiko Yamada, enfermeira
- Josie Antello como Rosa, recepcionista do hospital
- Cridemar Aquino como Paulo, paramédico

### Participações especiais
Episódio 1
- Marcos Caruso como Augusto
- Kelzy Ecard como Neide
- Heslaine Vieira como Daiane
- Fatima Domingues como Patrícia

Episódio 2
- Fabiula Nascimento como Penha Moreira
- Ravel Andrade como Evandro Moreira (jovem)[8]
- Luellem de Castro como Gilda
- Marcelo Mello Jr. como Gilmar
- Ana Miranda como Lenilce
- Francisco Rocha como Zé Pedro
- Stepan Nercessian como Dr. Samuel

Elenco de apoio
- Allan Rodrigues como Flávio[9]
- Amon Castro como Dr. Carlos[9]
- Camila Rocha como Enfª Clara[9]
- Fernanda Lara como Enfª Fernanda[9]
- Nico Salim como Laerte[9]
- Pati Santanna como Enfª Pati[9]
- Rose Moraes como Enfª Rose[9]

## Episódios
| N.º na série | N.º na temp. | Título       | Dirigido por        | Escrito por   | Exibição original     | Audiência |
| --- | ------------ | ------------ | ------------------- | ------------- | --------------------- | --------- |
| 35 | 1            | "Episódio 1" | Andrucha Waddington | Lucas Paraizo | 6 de outubro de 2020  | 18,6      |
| Após período em missão humanitária, Carolina (Marjorie Estiano) e Evandro (Júlio Andrade) são chamados às pressas para trabalhar em hospital de campanha montado para atender aos pacientes infectados pela COVID-19. Mensagem final: A pandemia ainda não acabou. Cuidar de você é cuidar do outro. |              |              |                     |               |                       |           |
| 36 | 2            | "Episódio 2" | Andrucha Waddington | Lucas Paraizo | 13 de outubro de 2020 | 18,0      |
| Na missão de combater o vírus invisível, Evandro (Júlio Andrade/Ravel Andrade) acabou se expondo e contraiu a doença. No CTI, ele luta pela vida. Durante o coma, ele se revê, 20 anos antes, com sua mãe, Penha (Fabiula Nascimento). Revelando os motivos que o fizeram se tornar médico. Sua admiração pelo doutor Samuel (Stepan Nercessian), grande amigo e principal motivador na carreira, também será conhecida. Mensagem final: Esta é a nossa homenagem aos profissionais de saúde que cuidam dos pacientes contaminados pela COVID-19. |              |              |                     |               |                       |           |

## Produção

### Filmagens
O especial foi gravado em agosto de 2020 em um hospital cenográfico construído com tendas, como os da vida real, nos Estúdios Globo no Rio de Janeiro. O hospital cenográfico tinha mais de 1.000 metros quadrados, 32 leitos de enfermaria e 12 de CTI cengráficos.
Por fazer parte do grupo de risco em razão de um transplante de medula óssea realizado em 2010, a atriz Drica Moraes – já curada durante as filmagens – gravou sua participação no especial diretamente de sua casa.

## Trilha sonora
Gilberto Gil e Ruy Guerra escreveram a canção-tema da série a convite do diretor Andrucha Waddington, sendo interpretada por Gil e Chico Buarque e lançada em 13 de outubro de 2020.

## Prêmios e indicações
| Ano  | Prêmio                             | Categoria                                   | Indicado                                                      | Resultado | Ref.          |
| ---- | ---------------------------------- | ------------------------------------------- | ------------------------------------------------------------- | --------- | ------------- |
| 2020 | Prêmio The Brazilian Critic        | Melhor Série de Drama                       | Luiz Noronha, Claudio Torres, Renato Fagundes e Jorge Furtado | Indicado  | [ 16 ]        |
| 2020 | Prêmio The Brazilian Critic        | Melhor Atriz em Série de Drama              | Marjorie Estiano                                              | Venceu    | [ 16 ]        |
| 2020 | Prêmio The Brazilian Critic        | Melhor Atriz Coadjuvante em Série de Drama  | Roberta Rodrigues                                             | Indicada  | [ 16 ]        |
| 2020 | Prêmio The Brazilian Critic        | Melhor Direção em Série de Drama            | Andrucha Waddington                                           | Venceu    | [ 16 ]        |
| 2020 | Prêmio The Brazilian Critic        | Melhor Roteiro em Série de Drama            | Lucas Paraizo, Marcio Alemão, Flavio Araujo e Pedro Riguetti  | Venceu    | [ 16 ]        |
| 2020 | Prêmio The Brazilian Critic        | Melhor Direção de Arte                      | Rafael Targat                                                 | Indicado  | [ 16 ]        |
| 2020 | Prêmio Contigo! Online             | Melhor Série                                | Luiz Noronha, Claudio Torres, Renato Fagundes e Jorge Furtado | Indicado  | [ 17 ]        |
| 2020 | Prêmio Contigo! Online             | Melhor Ator de Série                        | Júlio Andrade                                                 | Indicado  | [ 17 ]        |
| 2020 | Prêmio Contigo! Online             | Melhor Atriz de Série                       | Marjorie Estiano                                              | Indicada  | [ 17 ]        |
| 2020 | Prêmio Contigo! Online             | Melhor Ator Coadjuvante de Novela ou Série  | Bruno Garcia                                                  | Indicado  | [ 17 ]        |
| 2020 | Prêmio Contigo! Online             | Melhor Atriz Coadjuvante de Novela ou Série | Roberta Rodrigues                                             | Indicada  | [ 17 ]        |
| 2020 | Prêmio Contigo! Online             | Melhor Atriz Coadjuvante de Novela ou Série | Josie Antello                                                 | Indicada  | [ 17 ]        |
| 2020 | Melhores do Ano NaTelinha          | Melhor Dramaturgia Geral                    | Luiz Noronha, Claudio Torres, Renato Fagundes e Jorge Furtado | Venceu    | [ 18 ]        |
| 2020 | Melhores do Ano NaTelinha          | Melhor Atriz                                | Marjorie Estiano                                              | Venceu    | [ 18 ]        |
| 2020 | Melhores do Ano NaTelinha          | Melhor Ator                                 | Júlio Andrade                                                 | Venceu    | [ 18 ]        |
| 2020 | Prêmio APCA                        | Dramaturgia                                 | Luiz Noronha, Claudio Torres, Renato Fagundes e Jorge Furtado | Indicado  | [ 19 ]        |
| 2020 | Prêmio APCA                        | Melhor Ator                                 | Júlio Andrade                                                 | Indicado  | [ 19 ]        |
| 2020 | Prêmio APCA                        | Melhor Atriz                                | Marjorie Estiano                                              | Indicada  | [ 19 ]        |
| 2020 | Prêmio Notícias da TV              | Série Nacional da TV e do Streaming         | Luiz Noronha, Claudio Torres, Renato Fagundes e Jorge Furtado | Venceu    | [ 20 ]        |
| 2021 | Grande Prêmio do Cinema Brasileiro | Melhor Série Ficção TV Aberta               | Luiz Noronha, Claudio Torres, Renato Fagundes e Jorge Furtado | Venceu    | [ 21 ] [ 22 ] |
| 2021 | Melhores do Ano                    | Melhor Série                                | Luiz Noronha, Claudio Torres, Renato Fagundes e Jorge Furtado | Venceu    | [ 23 ]        |
| 2021 | Melhores do Ano                    | Ator de Série                               | Júlio Andrade                                                 | Venceu    | [ 23 ]        |
| 2021 | Melhores do Ano                    | Atriz de Série                              | Marjorie Estiano                                              | Venceu    | [ 23 ]        |